# Cowpunk
Cowpunk lub country punk – jeden z nurtów w muzyce punk rockowej, zapoczątkowany w południowej Kalifornii (głównie Los Angeles) w latach 80. XX wieku. Stanowi połączenie punk rocka z muzyką country i bluesem.

## Przedstawiciele
- Meat Puppets
- The Beat Farmers
- Colorfinger
- Cowboy Mouth
- The Crocketts
- D-A-D (wczesne lata kariery)
- Dash Rip Rock
- Frank Black and the Catholics
- Gas Huffer
- Uncle Tupelo
- John Thomas Griffith
- The Gun Club
- Jason and the Scorchers
- k.d. lang (wczesne lata kariery)
- Lamont
- Fred LeBlanc
- The Knitters
- Mary Prankster
- The Mekons
- Minutemen (band)
- Nashville Pussy
- Nine Pound Hammer
- Red Shift
- Reverend Horton Heat
- Rose's Pawn Shop
- Rubber Rodeo
- Social Distortion (wczesne lata 80.)
- The Supersuckers
- The Vandals (wczesne lata kariery)
- Sonia Tetlow
- Three Day Threshold
- Hank Williams III